# Hoosick Falls Armory
Hoosick Falls Armory ist ein Zeughaus der New York National Guard an der Church Street (New York State Route 22) in Hoosick Falls, New York in den Vereinigten Staaten. Das Bauwerk aus roten Backsteinen hat einen kastellartigen Turm und wurde Ende des 19. Jahrhunderts erbaut.
Der Bau ist eines von mehreren Zeughäusern, die der  Architekt Isaac Perry entwarf. Es ist eines seiner früheren Zeughäuser und stilistisch zurückhaltender als viele der Bauten, die er später in seiner Laufbahn entwarf. Es ist seit seiner Erbauung weitgehend unverändert geblieben. Die militärischen Einheiten der New Yorker Miliz, die erstmals im Sezessionskrieg aufgestellt wurden und deren Basis hier angesiedelt ist, kämpften 1916 unter General John J. Pershing an der mexikanischen Grenze und während des Ersten Weltkrieges in Belgien. Während des Zweiten Weltkrieges nahmen sie an der Schlacht um Saipan (1944) teil. In heutiger Zeit bildet das Zeughaus die Heimat der Company C, 1st Battalion, 101st Cavalry (Armor).
Das Zeughaus wurde 1995 in das National Register of Historic Places aufgenommen. Seit der Versteigerung der 18th Separate Company Armory in Glens Falls sind die Zeughäuser in Hoosick Falls und Gloversville die einzigen im Capital District, die noch militärisch genutzt werden.

## Gebäude
Das Zeughaus steht auf einer ebenen etwa 1000 m² großen Parzelle an der Nordwestecke der Kreuzung von Church Street und Elm Street, südwestlich der Downtown. Die Umgebung des Zeughauses ist gemischt (Gewerbebauten und Wohnhäuser) bebaut. Auf der anderen Seite der Church Street befinden sich Wohnhäuser, südlich befindet sich ein Autohandel und hinter dem Zeughaus steht die 'Immaculate Conception Church'. Vor dem Bauwerk ist eine kleine Rasenfläche und dahinter zwischen Zeughaus und Kirche ein kleiner Parkplatz.
Das Gebäude selbst ist ein großes, rechteckiges Backsteingebäude mit Satteldach. Die tragenden Mauern ruhen auf einem Sockel aus Kalksteinen. Die zweieinhalbstöckige Westfront beinhaltet Räume zu administrativen Zwecken, der zweistöckige acht Joche spannende Hinterbau umfasst das Magazin. Alle Trakte des Bauwerks haben gefalzte Blechdächer.
An der Vorderseite flankieren zwei Türme die aus drei Jochen bestehende Fassade. Der Haupteingang befindet sich dabei im nördlichsten Feld der Fassade und hat eine große Doppeltüre aus Stahl. Seitliche Lichtfenster und ein halbrundes Kämpferfenster mit einem schützenden Gitter umrahmen den Eingang. Die anderen beiden Joche haben dreigeteilte vergitterte Rundbogenfenster. Im zweiten Stock sind die Fenster ähnlich, jedoch paarweise angeordnet, im Giebeldreieck befindet sich eine einzelne Gruppe aus drei Fenstern. Das Ortganggesims hat angedeutete Maschikuli.
Der zweistöckige Turm an der südwestlichen Ecke hat schmale Fenster und steinerne Fensterbänke, aufgebördelte Fensterstürze aus Backsteinen und ein konisches Dach. Der höhere nordwestliche Turm ist als Wehrturm gestaltet und hat ähnliche Fenster, die aber im dritten Stockwerk und im Dachgeschoss kürzer sind. Darüber sitzt eine gezinnte Brüstung.
An den nördlichen und südlichen Fassaden der Appellhalle trennen Pfeiler aus Backstein die Fenster voneinander. Zwei Joche sind mit Doppeltüren versehen. Die rückwärtige Fassade ist leer. Auf beiden Seiten wird das Dach durch drei Dachgauben unterbrochen.
Innerhalb des Zeughauses sind einige der ursprünglichen Baumerkmale erhalten. In der vorderen Halle gehören dazu das Treppenhaus aus Eichenholz, die Spinde und einige der Türen. Die Büros im zweiten Stock sind intakt, jedoch wurde über den ursprünglichen Stuckwänden moderne Täfelung installiert. Die Attika wurde deutlich verändert. Einige der ursprünglichen Decken aus gepressten Metall sind im Keller erhalten, ansonsten wurden die Decken fast vollständig erneuert. In der Appellhalle sind die Fußböden aus Hartholz, die Backsteinwände und die nackten Stahlträger im Originalzustand.

## Geschichte
Die Freiwilligenmiliz hatte seit 1835 ihre Basis in Hoosick Falls. Die Einheit kämpfte während des Sezessionskrieges in der Ersten und der Zweiten Schlacht am Bull Run, im Halbinsel-Feldzug, bei Manassas Gap, bei Fredericksburg und bei Chancellorsville. 1885 wurde die Einheit als '32nd Separate Company' aufgestellt. Diese bezog 1889 ihr Hauptquartier im Hoosick Falls Armory, einem von 20 Zeughäusern im Bundesstaat New York, die der vom Bundesstaat beschäftigte Architekt Isaac Perry projektierte. Es handelte sich dabei um eine der früheren Werke Perrys. Wie bei den später von ihm gebauten Zeughäusern sind auch in Hoosick Falls die Einflüsse der mittelalterlichen Militärarchitektur und des zeitgenössischen Richardson Romanesque erkennbar, das Bauwerk ist jedoch zurückhaltender und wirkt weniger imposant auf seine Umgebung.
1892 wurde die Einheit während des Switchmen's Strike in Buffalo in den aktiven Dienst berufen.  
Sechs Jahre später dienten die Nationalgardisten auf freiwilliger Basis im Spanisch-Amerikanischen Krieg und wurden zur Company M der 2nd New Yorker Infantry. Für die Zeitdauer der Feindseligkeiten wurden sie in Florida kaserniert, da die Verlegung nach Kuba nicht möglich war. Viele bekamen Tropenkrankheiten und zwei der Soldaten starben an Typhus.
Die Einheit wurde das nächste Mal in den militärischen Einsatz befohlen, als Präsident Woodrow Wilson 1916 auf die Grenzübergriffe durch Pancho Villa nach New Mexico und Arizona reagierte und 100.000 Nationalgardisten unter den Oberbefehl der Bundesregierung der Vereinigten Staaten stellte. Dieser erhöhte Bereitschaftsgrad erleichterte die Mobilisierung in den Ersten Weltkrieg ein Jahr später. Die Truppen aus Hoosick Falls wurden mit einer Einheit aus Troy kombiniert und der 27. Division als Company M der 105th Infantry angegliedert. Die Einheit nahm mit britischen Truppen in Belgien am Angriff auf die Siegfriedstellung der deutschen Truppen teil, wo sie schwere Verluste erlitt. Einer der Gefallenen war First Lieutenant William B. Turner, der posthum die Medal of Honor verliehen bekam, weil er eigenhändig mehrere deutsche Maschinengewehrstellungen ausschaltete.
Im Oktober 1940 wurde die Einheit, inzwischen die Company A der 105th Infantry erneut mobilisiert, da man einen Eintritt der Vereinigten Staaten in den Krieg erwartete. Die Soldaten der Einheit griffen erst 1943 in Kampfhandlungen ein, als sie an der Seite der 165th Infantry an der Schlacht um Makin auf den Gilbertinseln teilnahmen. Später kämpften sie mit den Marines in Saipan und Okinawa. Im Dezember 1945, einige Monate nach Kriegsende, wurden die Einheiten wieder unter den Befehl des Bundesstaates übergeben.
Die 27. wurde zu einer gepanzerten Einheit und die 105. wurde dementsprechend zu 205. gepanzerten Einheit, wobei die in Hoosick Falls beheimateten Truppen zur Company C wurden. 1970 ging die 205. in der neugebildeten 210. gepanzerten auf. Personalmangel führte 1980 dazu, dass das Zeughaus für ein Jahr stillgelegt wurde. 1993 wurde das 210. als 101. Cavalry (Armor) reorganisiert. Als solche existiert die Einheit bis heute.